# Arturo Menchaca
Arturo Alejandro Menchaca Rocha (Ciudad de México, 5 de febrero de 1947) es un físico, catedrático, investigador y académico mexicano. Se ha especializado en el estudio de la reacción entre núcleos complejos, la detección de partículas cargadas y la simulación hidrodinámica de reacciones nucleares. De 2016 a 2022 fue Coordinador General del Consejo Consultivo de Ciencias de la Presidencia de la República.

## Estudios y docencia
Realizó estudios de licenciatura en la Facultad de Ciencias de la Universidad Nacional Autónoma de México (UNAM) obteniendo el título como físico en 1970. Realizó un doctorado en Física Nuclear en la Universidad de Oxford en Inglaterra. De 1975 a 1976 realizó estudios posdoctorales en el Lawrence Berkeley Laboratory de la Universidad de California. Es catedrático de su alma mater.

## Académico e investigador
Colaboró en la Comisión Nacional de Energía Nuclear de México (actualmente Instituto Nacional de Investigaciones Nucleares). Es Investigador Emérito del Instituto de Física de la UNAM desde 2024, del cual llegó a ser director en 2003. Es miembro de la Academia Mexicana de Ciencias A.C. desde 1976, siendo presidente de la misma de 2010 a 2012. Es miembro de la Sociedad Mexicana de Física (SMF) en la cual fundó la División de Física Nuclear. Es miembro de la American Physical Society. Es Investigador Nacional Emérito  del Sistema Nacional de Investigadores desde 2017.
Ha realizado diversas estancias de investigación en Brasil, Estados Unidos, Francia, Inglaterra y Suiza. Colaboró en el proyecto AMS (Espectrómetro Magnético Alfa) para la búsqueda de antinúcleos cósmicos con la Organización Europea para la Investigación Nuclear y la NASA. Colaboró con el proyecto ALICE para la búsqueda de plasma de quarks y gluones del CERN. Ha colaborado con la arqueóloga Linda Manzanilla y el Instituto Nacional de Antropología e Historia realizando investigaciones de arqueometría en la búsqueda de posibles huecos en el interior la Pirámide del Sol de Teotihuacán con un detector de muones.
En colaboración con el geofísico Jaime Urrutia Fucugauchi, trabaja en la construcción de un instrumento similar destinado a localizar y monitorear el ducto de lava del volcán Popocatépetl.

## Publicaciones
Es autor y/o coautor de 600 publicaciones en revistas indexadas, que según Google Scholar, han sido citadas más de 90,000 veces en la literatura especializada (H=145), convirtiéndose en uno de los más altos de Latinoamérica. Ha dirigido 38 tesis, recibido estudiantes en estancias (posdoctorales y otras) de México, Canadá y Francia, impartido más de 200 conferencias, y organizado numerosas conferencias nacionales e internacionales. Varios de los estudiantes que realizaron tesis bajo su dirección, hoy son investigadores en México (UNAM y UAM) y en instituciones extranjeras (Oak Ridge National Laboratory, Universidad de Chicago, Universidad de Santiago de Chile...).

## Premios y distinciones
- Miembro de la Sociedad Mexicana de Física y la American Physical Society desde 1976.
- Premio a la Investigación Científica por la Sociedad Mexicana de Física en 1977.
- Miembro de la Colaboración AMS (Alpha Magnetic Spectrometer) desde 1998.
- Miembro de la Colaboración ALICE (A Large Ion Collider Experiment) desde 2000.
- Medalla “Fernando de Alba” por el Instituto de Física de la Universidad Nacional Autónoma de México en 2003.
- Premio Nacional de Ciencias y Artes en el área de Tecnología y Diseño por la Secretaría de Educación Pública del Gobierno Federal de México en 2004.
- Miembro de la Colaboración CREAM (Cosmic Rays Energetics and Mass) desde 2005.
- Fellow del Institute of Physics del Reino Unido de Gran Bretaña e Irlanda del Norte en 2006
- Nombrado “Miembro de los 300” por la revista Líderes Mexicanos en 2010.
- “Mente Quo-Discovery" 2012.
- “Embajador del Conocimiento” por el Grupo Editorial Quo y el Discovery Channel.
- Nombrado Fellow de la TWAS (The World Academy of Sciences) en 2016.
- Investigador Emérito por el Sistema Nacional de Investigadores del Consejo Nacional de Ciencia y Tecnología